# Chill Manor
Chill Manor (littéralement : « Le Manoir de Chill » ou « Le Manoir glacial ») est un jeu vidéo éducatif qui fonctionne sur DOS, conçu pour enseigner l'Histoire aux enfants. Il est la suite du jeu I.M. Meen et partage une jouabilité similaire à celui-ci.

## Intrigue
Ophelia Chill, l'épouse présumée du magicien maléfique I.M. Meen, obtient le Livre des Époques (Book of Ages en anglais) et arrache toutes les pages, ce qui lui permet de réécrire l'Histoire comme elle l'entend. Il revient alors à quatre enfants d'explorer ces époques et de corriger l'Histoire.

## Système de jeu
Le joueur traverse huit époques, chacune comprenant quatre niveaux, en corrigeant les fautes d'Histoire dans divers parchemins. Tous les quatre niveaux, le joueur doit vaincre un boss monstrueux pour finir l'époque et passer à la suivante.

## Accueil
AllGame a donné à Chill Manor une note de 3,5 sur 5.